# Čavao
Čavao (tal. chiavello) je igličasti metalni dio za spajanje drvenih konstrukcijskih dijelova u građevinarstvu, a šire za pričvršćivanje različitih materijala za neku mekšu podlogu (stolarski, potkivački, tapetarski, postolarski čavao). Na jednoj je strani zašiljen vrh (oštrica), na drugoj glava, a čavao se zabija udarcima čekićem po njoj. Ovisno o namjeni, različita je oblika i veličine, od različitih materijala (čelik, bakar, aluminij), a postoje i čavli prilagođeni strojnomu zabijanju (na primjer sa stlačenim zrakom).

## Namjena
Čavao je u povijesti drvodjelstva služio za povezivanje drvene građe, prilikom gradnje različitih objekata; brodova, kuća, mostova. U današnje doba upotrebljava se za vezivanje različitih materijala; drvo-metal, drvo-beton, beton-guma, platno-drvo i tako dalje, ali ga sve više zamjenjuju vijci različitih namjena. 

## Povijest
U grubo se povijest čavala može podijeliti na 3 dijela: 
- ručno kovani (od pretpovijesti pa do 19.stoljeća),
- rezani čavli (otprilike od 1800. do 1914.),
- čavli kovani od žice (otprilike od 1850. do danas).

Smatra se da su se prvi čavli počeli koristiti u rimsko doba prije nekih 1 500 do 1 600 godina. Najčešće su se izrađivali u početku od dostupnih kovina: bronce, bakra, željeza odlijevanjem u kalupe različitih veličina i bili su loše kvalitete. Do početka 17. stoljeća postojali su majstori rezači željeza koji su komade željeza rezali u oblike prihvatljive za zabijanje, pojavom parnih mlinova i mogućnosti da se velikom silom i brzinom iskuje velika količina čavla određene veličine od kaljenog željeza prihvatljive kvalitete. Danas se proizvode čavli koji imaju različite namjene, dimenzije i kvalitetu materijala izrade, od različitih vrsta čelika i drugih legura.

## Vanjske poveznice
- Katalog vrsta čavli (engl.)